# 和地恵美
和地 恵美（わち えみ、ラテン文字表記:Emi Wachi, 1961年 - ）は、栃木県出身の自転車競技選手。
2006年のトラックマスターズ世界選手権で女子個人追抜45〜49歳クラスで優勝し、2007年10月にオーストラリアのシドニーで開催された同大会で女子500mタイムトライアルを制し、同年齢の「BEST RIDERS 2006」を受賞している。

## 経歴
地元は自転車がないと生活が厳しい環境で、子供の頃から自転車に乗る機会が非常に多く、好きだったという。学生時代には陸上で世界を目指すほど陸上に打ち込んでいた。走り幅跳びが得意で、インカレで2位になったことがある。しかし、仙台の大学に進んでからはユーラシアを買って通学やサイクリングをしてた。3年生になると、先輩が見繕ってくれた「アマンダ」を手に入れるほど、自転車も好きだったという。
卒業後は小学校の教員になる。結婚後は首都圏に引越し、東京都の教員になる。あるとき、体育科の授業中、走り高跳びのお手本を見せようとして骨折してしまう。復活後は体力の衰えを感じ、スポーツをと思ったという。そこで、学生のときに熱中していた自転車で町田市内の自宅から二子玉川の小学校まで、自転車通勤を始めた。今、町田市内の小学校で副校長を勤めていた。2022年２月からはそこを離任し、４月からはロンドンの学校へ着任した。

## 著書
- 『春の贈り物―エッセイ集』 日本文学館、2005年4月、ISBN 978-4776505242
- 『輝きのかなたへ』 日本文学館、2008年3月、ISBN 978-4776516354